# 石田守衛
石田 守衛（いしだ もりえ、1905年10月23日 - 1977年11月11日）は、日本の俳優。
エヌ・エー・シーに所属していた。

## 経歴・人物
大正時代は「根岸大歌劇団」で活躍。1928年、榎本健一を誘って「カジノ・フォーリー」を旗揚げし、初代代表となる。
昭和30年代からはテレビドラマに多々出演し、名もない老人役として活躍した。1977年11月11日に死去。72歳没。

## 出演作品

### 映画
- 歌ふ弥次喜多（1936年、P.C.L） - 踊る男
- ロッパのガラマサどん（1938年、東宝映画東京） - 松本松次郎
- ロッパ歌の都へ行く（1939年、東宝映画東京）
- 東京五人男（1946年、東宝） - 食糧配給所の所長
- 僕の父さん（1946年、東宝） - 鍋井さん
- ホームラン狂時代（1949年、東横映画） - 六さん
- とんぼ返り道中（1950年、松竹）
- 夏祭り三度笠（1951年、松竹） - 仙太
- ひよどり草紙（1954年、松竹） - 茶店の爺さん
- 唄ごよみ いろは若衆（1954年、東映京都） - 声色屋熊公
- 此村大吉（1954年、大映） - 大名
- 疾風!鞍馬天狗（1956年、東宝） - 面造り師
- 世にも面白い男の一生 桂春団治（1956年、東宝） - 為之助
- 男の花道（1956年、東宝） - 岡田鯉草
- 浪人街（1957年、松竹）
- ヌードモデル殺人事件（1958年、新東宝） - 金山省二

### テレビドラマ
- 日本の歌（放送日不明、NTV）
- 轟先生（1955年、NTV）
- 金語楼のお巡りさん（1955年、NTV）
- のり平の喜劇教室（1956年、NTV）
- 右門捕物帳（1957年、KR）
- のり平西部劇（1958年、NTV）
- 百十一万分の一（1960年、CX）
- 廻れ人生 第10話「弥吉うどん」（1960年、NTV）
- 月下の美剣士（1960年、NHK）
- おかあさん第2部 第29話「遊園地」（1960年、KR）
- 命令（1960年、NET）
- 加代子像（1961年、NTV）
- ダイヤル110番 （NTV / よみうりテレビ）
  - 第249話「島の遺留指紋」（1962年）
  - 第273話「瓦礫の街」（1962年）
- 野良犬（1962年、NHK）
- 夫婦百景 第246話「女系夫婦」（1963年、NTV）
- 野菊の墓（1963年、NHK）
- 富の跫音（1964年、NHK）
- NHK大河ドラマ（NHK）
  - 赤穂浪士（1964年） - 火の番の老人
  - 竜馬がゆく（1966年） - 老爺
  - 樅ノ木は残った（1970年）
- 風雪 第6回「郵便往来」（1964年、NHK） - 行李屋晋三
- 大岡政談 池田大助捕物帳 第49話（1966年、NHK）
- 快獣ブースカ 第6話「野球珍騒動」（1966年、NTV / 円谷プロ） - 焼き芋屋
- 特別機動捜査隊（NET / 東映）
  - 第327話「続・蜜月旅行」（1968年） - 原田
  - 第379話「決斗」（1969年）
  - 第427話「日本人」（1970年） - 農夫
  - 第461話「私の愛した女」（1970年） - 三原
  - 第463話「黒い遺言状」（1970年） - 管理人
- どじょっこさん 第8話（1968年、松竹 / ABC）
- 鬼平犯科帳 第29話「麻布ねずみ坂」（1970年、NET / 東宝）- 五平
- プレイガール 第89話「傷つけながら愛しあい」（1970年、東京12チャンネル / 東映）
- 大江戸捜査網 第39話「傷だらけの愛情」（1971年、東京12チャンネル / 三船プロダクション）